# 方言 (辞典)
『方言』（ほうげん）は、漢代中国の方言辞典。揚雄の著とされる。『揚子方言』（ようしほうげん）・『別国方言』（べっこくほうげん）とも呼ぶ。正式名称は『輶軒使者絶代語釈別国方言』（ゆうけんししゃ ぜつだいごしゃく べっこくほうげん）。

## 内容
現行の『方言』は全13巻で、東晋の郭璞が注をつけた本が行われている。本文の体裁は『爾雅』に似ており、同義語をひとつにまとめ、広い地域で行われている語を最後に置いている。その後にそれぞれの語がどこの方言であるかを説明している。たとえば巻一冒頭は
黨・暁・哲、知也。楚謂之「黨」、或曰「暁」。斉・宋之間謂之「哲」。
となっているが、これは知ることを「知」というのが一般的な語で、楚では「黨」または「暁」、斉と宋では「哲」という、という意味である。
各巻は『爾雅』のようにはっきりとは分類されていない。巻によっては異なる形式で説明をしている。どこの方言か書いていない語も多い。
郭璞の注は郭璞当時の方言と比較しており、晋代の方言について知る上の貴重な資料となっている。
『方言』にならって作られた書物に杭世駿『続方言』、章炳麟『新方言』などがある。

## 作者
『方言』について言及している最古の書物は応劭の『風俗通』序で、揚雄が27年かけて作ったとしている。応劭はまた『漢書』司馬遷伝の注でも『方言』を引用し、作者を揚雄としている。
揚雄作者説には異論もある。『漢書』の揚雄伝や芸文志に『方言』についての記載がないのがその根拠で、南宋の洪邁は漢魏の際の作としている。周祖謨は、揚雄が作者であるともそうでないとも断定できないとしながら、『説文解字』と共通の内容が多く見えることから、『方言』のもとになった書物が1世紀にはすでにあったとしている。
現行『方言』の巻末には劉歆と揚雄の間の書簡が附属しており、そこで揚雄は『方言』（書簡では『殊言』と呼ばれている）はまだ完成していないので見せることはできないと断っている。この書簡を真作とするならば、『方言』は長い間未完成であったために知られなかったということになる。
揚雄の書簡や郭璞の注では『方言』が15巻であったことがわかるが、現行本は13巻である。また、『風俗通』序では『方言』について「凡九千字」と記しているが、現行の『方言』はそれより大きく（戴震によると11900字）、応劭以降に増補が行なわれたことが明かである。

## 研究
清朝には戴震の『方言疏証』や盧文弨の校正をはじめとする研究が行われた。周祖謨『方言校箋』(1951)は伝統的な研究を集大成して校勘を行ったものである。
『方言』に関する近代的な研究を行ったのは林語堂で、その「前漢方音区域考」（『語言学論叢』(1933) 所収、もと厦門大学国学研究院季刊の創刊号に載る予定だったが, この雑誌は発行されなかった）において、方言に載っているさまざまな地名が15の地域に分かれることを示し、その特徴を考察した。パウル・セロイスは『方言』を使って言語地理学的な研究を行った。

## テキスト
現存する最古の本は北京図書館蔵の南宋慶元庚申（1200年）李孟伝刻本であり、現在出版されているものは多くこの本を元にしているが、必ずしももとの本に忠実でない。佐藤進『宋刊方言四種影印集成』は、4種類の本を対照影印した本である。